# 三苯基铋
三苯基铋是一种金属有机化合物，化学式为Bi(C6H5)3，或简写为BiPh3。

## 制备
- 三苯基铋可以由氯化铋(III)和格氏试剂反应得到：[1][3]

{\displaystyle {\mathsf {C_{6}H_{5}Br+Mg\ {\xrightarrow {}}\ C_{6}H_{5}MgBr}}}
{\displaystyle {\mathsf {BiCl_{3}+3C_{6}H_{5}MgBr\ {\xrightarrow {}}\ Bi(C_{6}H_{5})_{3}+3MgBrCl}}}
- 铋钠合金和氯苯作用，可以得到三苯基铋：

{\displaystyle {\mathsf {Na_{3}Bi+3C_{6}H_{5}Cl\ {\xrightarrow {}}\ Bi(C_{6}H_{5})_{3}+3NaCl}}}
- 通过氯化铋和二苯基汞的反应也可以制备三苯基铋：

{\displaystyle {\mathsf {2BiCl_{3}+3Hg(C_{6}H_{5})_{2}\ {\xrightarrow {}}\ 2Bi(C_{6}H_{5})_{3}+3HgCl_{2}}}}

## 化学性质
- 三苯基铋在空气中稳定，可以和浓盐酸反应：[1]

{\displaystyle {\mathsf {(C_{6}H_{5})_{3}Bi+3HCl\ {\xrightarrow {}}\ 3C_{6}H_{6}+BiCl_{3}}}}
- 和硝酸反应产生(C6H4NO2)3Bi(NO3)2，产物为淡黄色晶体。
- 也可以和卤素反应：

{\displaystyle {\mathsf {(C_{6}H_{5})_{3}Bi+Cl_{2}\ {\xrightarrow {}}\ Bi(C_{6}H_{5})_{3}Cl_{2}}}}
{\displaystyle {\mathsf {(C_{6}H_{5})_{3}Bi+Br_{2}\ {\xrightarrow {}}\ Bi(C_{6}H_{5})_{3}Br_{2}}}}
但碘只能产生(C6H5)BiI2和(C6H5)2BiI。

## 用途
三苯基铋可用作固化催化剂。